# Okumaella okumae
Okumaella okumae is een spinnensoort in de taxonomische indeling van de kogelspinnen (Theridiidae).
Het dier behoort tot het geslacht Okumaella. De wetenschappelijke naam van de soort werd voor het eerst geldig gepubliceerd in 1988 door Hajime Yoshida.